# Heatherdale
Heatherdale est une communauté du Canada située dans le comté de Kings, sur l'Île-du-Prince-Édouard. Elle se trouve au sud-ouest de Montague.